# Distretto di Kaynaşlı
Il distretto di Kaynaşlı (in turco Kaynaşlı ilçesi) è uno dei distretti della provincia di Düzce, in Turchia.